# Борьян, Арменак Артёмович
Арменак Артёмович Борьян (1886, село Нижний Чембарак, Казахский уезд, Елизаветпольская губерния — 20 сентября 1918) — российский революционер, журналист.

## Биография
Родился в 1886 в селе Нижний Чембарак Казахского уезда Елизаветпольской губернии в семье крестьянина-бедняка.
В 1898 приехал в Баку и поступил работать учеником слесаря на нефтяной промысел Манташева в Балаханах. Принимал активное участие в забастовочном движении балаханских рабочих 1905—1907 годов. В 1908 вступил в РСДРП(б). За участие в стачках бакинских рабочих в 1912—1914 годы неоднократно подвергался преследованиям. В эти же годы принимал активное участие в распространении большевистской газеты «Правда», сборе средств в фонд газеты.
После Февральской Революции был направлен БК РСДРП(б) пропагандистом в Балаханский район. В марте 1918 года возглавил рабочие дружины, ликвидировавшие восстание местных буржуазных националистов.
В октябре 1917 — член Баксовета от Сабунчинского района. С первых дней организации Красной гвардии был членом её Балаханского штаба. Выступал в печати. Активно участвовал в работе по изданию газеты «Такахату» («Известия Бакинского Совета» на армянском языке).
Расстрелян 20 сентября 1918 года в числе 26 бакинских комиссаров на 207-й версте между станциями Ахча-Куйма и Перевал (ныне — на территории Балканского велаята, Туркменистан).

## Семья
Брат Баграт Борьян (1882—1938) — также революционер, член РСДРП(б) с 1903, участник Революции 1905—1907 и борьбы за Советскую власть в Баку. Позднее — сотрудник Наркомзёма, Госбанка, Наркомфина СССР. В 1925—1930 член ЦКК ВКП(б).

## Память
Именем Борьяна в 1960 году названа улица в Ростове-на-Дону (бывшая Поселковая улица). Правда там искажено написание фамилии, и она называется «ул. Боряна».